# Мозаїка в підземних переходах (Ростов-на-Дону)
Мозаїка в підземних переходах — комплексна пам'ятка Ростова-на-Дону, створена на території декількох підземних переходів міста в 1970-х — 1980-х роках. Над створенням мозаїк працював майстер Юрій Пальшинцев.

## Історія
Підземні переходи в Ростові-на-Дону були побудовані в 1970-х — 1980-х роках. П'ять з них розташувались на перетині головних міських вулиць. З початку побудували підземний пішохідний перехід на Театральній площі Ростова-на-Дону, цим займалась організація «Містзагін № 10» в 1969—1970 роках. Облицюванням переходів керував Юрій Миколайович Лабінцев.
Мозаїчні панно в підземних переходах були створені у 1979 році бригадою, яка складалась з 7 майстрів. Мозаїка виготовлялася вручну. Основним матеріалом, який використовували для її створення, стала звичайна облицювальна плитка чеського виробництва. Перед тим, як використати її для створення мозаїки, з плиткою здійснили цілий ряд маніпуляцій — її фарбували, обпалювали і вирізали. Після цього починали виготовляти керамічні картини. Основні сюжети, покладенні в основу створення мозаїк — моменти з життя дітей, починаючи від моменту народження і закінчуючи закінченням школи, а також історичні аспекти.
Підземний перехід, розташований на перетині вулиці Московської та проспекту Будьонівського, має 4 виходи. Кожен коридор прикрашають унікальні за своєю тематикою мозаїчні панно. Серед них є картини літнього відпочинку молоді 1980-х років, поруч з вітрильниками зображений старий Ворошилівський міст. Є сюжети з донським життям.
В кінці грудня 2015 року в засобах масової інформації та в соціальних мережах з'явилася інформація про руйнування мозаїки в підземному переході по вулиці Садовій та проспекту Ворошиловського. Офіційно ця інформація не була підтверджена. У підземному переході дійсно проводилися реставраційні роботи, але вони не зачіпали мозаїчні панно. Ця ж інформація була підтверджена міською адміністрацією, яка пообіцяла зберегти панно при проведенні ремонтних робіт. В процесі ремонту здійснили демонтаж старої плитки. Мозаїчні панно були виділені спеціальною рамкою.
Ремонтні роботи, які велися в переході, були пов'язані з майбутнім Чемпіонатом світу з футболу 2018 року.
Мозаїчне панно, яке знаходиться в переході по проспекті Будьонівського і вулиці Московській охороняється законом, так як сам перехід був визнаний об'єктом культурної спадщини. Іншим переходам: по проспекту Ворошиловського та вулиці Садовій, по проспекту Будьонівського і вулиці Садовій, по провулку Університетському та вулиці Садовій, по проспекту Кіровському і вулиці Садовій в цьому було відмовлено, так як пройшло менше 40 років з моменту їх створення.
Територія підземних переходів з розміщеною в них мозаїкою, є місцем, у якому ведеться активна торгова діяльність. Кіоски, товари, продавці і покупці частково закривають мозаїчні панно від перехожих. Мозаїка відображає сюжети, пов'язані з героями книг Шолохова. Є такі, які містять сцени, пов'язані з історичним минулим країни. Є картини космічної тематики і життя козацтва. Деякі сюжети розкривають звільнення Ростова-на-Дону.
Дослідники вважають, що для збереження мозаїк, необхідно визнати їх об'єктами культурної спадщини. Наприклад, мозаїка на проспекті Будьонівського знаходиться на території тунелю — об'єкта культурної спадщини, і її необхідно реставрувати, а не замінювати.